# Bujnowo
Bujnowo – wieś w Polsce położona w województwie podlaskim, w powiecie bielskim, w gminie Wyszki.
| SIMC    | Nazwa    | Rodzaj    |
| ------- | -------- | --------- |
| 0043802 | Abramiki | część wsi |
| 0043819 | Łubinek  | część wsi |
| 0043825 | Puchacze | część wsi |

W 1921 roku wieś liczyła 25 domów i 171 mieszkańców, w tym 117 prawosławnych i 54 katolików.
W latach 1975–1998 miejscowość administracyjnie należała do województwa białostockiego.
W strukturach administracyjnych Kościoła Prawosławnego wieś podlega parafii pw. św. Piotra i Pawła w Maleszach.
Wierni kościoła rzymskokatolickiego należą do parafii Wniebowzięcia Najświętszej Maryi Panny w Łubinie Kościelnym.

Mapka Bujnowa